# Nina Víslova
Nina Guennádievna Víslova –en ruso, Нина Геннадьевна Вислова– (Gorki, URSS, 4 de octubre de 1986) es una deportista rusa que compitió en bádminton, en la modalidad de dobles.
Participó en los Juegos Olímpicos de Londres 2012, obteniendo una medalla de bronce en la prueba de dobles (junto con Valeriya Sorokina). Ganó tres medallas en el Campeonato Europeo de Bádminton entre los años 2008 y 2012.

## Palmarés internacional
| Juegos Olímpicos   | Juegos Olímpicos         | Juegos Olímpicos  | Juegos Olímpicos |
| Año                | Lugar                    | Medalla           | Prueba           |
| ------------------ | ------------------------ | ----------------- | ---------------- |
| 2012               | Londres (Reino Unido)    | Medalla de bronce | Dobles           |
| Campeonato Europeo |                          |                   |                  |
| Año                | Lugar                    | Medalla           | Prueba           |
| 2008               | Herning (Dinamarca)      | Medalla de bronce | Dobles           |
| 2010               | Mánchester (Reino Unido) | Medalla de oro    | Dobles           |
| 2012               | Karlskrona (Suecia)      | Medalla de bronce | Dobles           |